# التاج الكندي والشعوب الأصلية في كندا
تعود العلاقة بين التاج الكندي والشعوب الأصلية في كندا إلى القرارات الأولى بين الشعوب الأصلية في أمريكا الشمالية والمستعمرين الأوروبيين، وأنشئت على مدى قرون من التفاعل معاهدات تتعلق بالملك والقبائل الأصلية. تمتلك الأمم الأولى في كندا والإنويت والميتيس علاقةً فريدةً من نوعها مع الملك الحاكم، مثل الماوري ومعاهدة وايتانغي في نيوزيلندا، إذ ينظرون عمومًا إلى أن انتمائهم لتاج كندا الدائم وليس لمجلس الوزراء دائم التغير، باعتبار أن التاج يجسد حكم صاحب السيادة. تدار هذه الاتفاقات مع التاج بموجب قانون السكان الأصليين الكندي وتشرف عليها وزارة السكان الأصليين والشؤون الشمالية.

## العلاقات
تعتبر العلاقة بين الشعوب الأصلية في كندا والتاج الكندي قانونًا وتقليديًا على حد سواء، وتنظر الشعوب الأولى إلى المعاهدات على أنها عقود قانونية ووعود دائمة وشخصية من قبل الملوك والملكات المتعاقبين لحماية رفاهية السكان الأصليين، وتحديد حقوقهم، والتوفيق بين سيادتها وسيادة الملك في كندا. تتشكل الاتفاقات مع التاج لأنه يُعتقد أن الملكية تتمتع باستقرار واستمرارية متأصلة، على عكس الطبيعة الانتقالية للنزوات الشعوبية التي تحكم الحكومة السياسية، مما يعني أن الصلة بين الملك والسكان الأصليين ستستمر نظريًا «طالما تشرق الشمس، وتنمو الأعشاب، وتنساب الأنهار».
وهكذا وصفت العلاقة على أنها «متبادلة» -سيكون التعاون حجر الزاوية للشراكة بين كندا والأمم الأولى، حيث كندا هي إشارة مختصرة إلى صاحبة الجلالة الملكة في الميثاق الكندي للحقوق والحريات- و«خاصة»، مع شعور قوي بـ «القرابة» وامتلاك الجوانب العائلية. لاحظ علماء الدستورية أن الأمم الأولى «تدعم بقوة الملكية»، حتى وإن لم يكن بالضرورة اعتبار الملك هو السلطة الأعلى. وبالمثل، فإن طبيعة التفاعل القانوني بين الدول ذات السيادة الكندية والأمم الأولى لم تحظَ دائمًا بالدعم.

### التعريف
في حين وقعت معاهدات بين الملوك الأوروبيين والأمم الأولى في أمريكا الشمالية منذ عام 1676، فإن المعاهدات الوحيدة التي نجت من الثورة الأمريكية هي تلك الموجودة في كندا، والتي يرجع تاريخها إلى بداية القرن الثامن عشر. اليوم، الدليل الرئيسي للعلاقات بين الملكية والأمم الأولى الكندية هو الإعلان الملكي للملك جورج الثالث لعام 1763، في حين أنه لا يعتبر معاهدة، تعتبره الأمم الأولى «ماجنا كارتا أو الوثيقة العظمى» أو «شرعة الحقوق الهندية»، وهو ملزم ليس فقط للتاج البريطاني ولكن التاج الكندي أيضًا، إذ تبقى الوثيقة جزءًا من الدستور الكندي. وضع الإعلان أجزاء من مملكة أمريكا الشمالية للمستعمرين واحتفظ بالأجزاء الأخرى لصالح الأمم الأولى، مما أكد على حق السكان الأصليين في أراضيهم وأوضح أنه على الرغم من سيادة التاج، ففِرق السكان الأصليين وحدات سياسية مستقلة في ارتباط «من أمة إلى أمة» مع حكومات غير محلية، مع اعتبار الملك وسيطًا. ولم يكن ذلك مجرد «أساس دستوري وأخلاقي للتحالف» بين السكان الأصليين الكنديين والدولة الكندية يجسده الملك، ولكن أيضًا اتحاد ائتماني يُكلف فيه التاج دستوريًا بتقديم ضمانات معينة إلى الأمم الأولى، على النحو الذي أكده سبارو ضد الملكة، مما يعني أن «شرف التاج» على المحك في المعاملات بينه وبين قادة الأمم الأولى.
بالنظر إلى الطبيعة «المنقسمة» للتاج، قد تكون الجهة السيادية طرفًا في العلاقات مع السكان الاصليين الكنديين الذين هم في نطاق القضائي الإقليمي. أدى ذلك في بعض الأحيان إلى عدم وضوح فيما يتعلق بسلطات الملك القضائية التي يجب أن تدير واجباتها تجاه الشعوب الأصلية.

### التعبيرات
من وقت لآخر، عبروا عن العلاقة بين التاج والشعوب الأصلية بشكل رمزي، من خلال مهرجان باو واو أو أنواع أخرى من الاحتفالات التي تقام للاحتفال بالذكرى السنوية لمعاهدة معينة -أحيانًا بمشاركة الملك، أو عضو آخر من العائلة الكندية المالكة، أو أحد ممثلي الملك- أو مجرد مناسبة تتزامن مع وجود أحد أفراد العائلة المالكة في جولة ملكية، إذ كان السكان الأصليون دائمًا جزءًا من هذه الجولات في كندا. جرى تبادل الهدايا بشكل متكرر، ومنحت الشخصيات الملكية والعامة ألقاب السكان الأصلين منذ الأيام الأولى لتواصل السكان الأصليين مع التاج: أشار أجيبوي إلى الملك جورج الثالث باسم الأب الأكبر والملكة فيكتوريا التي أطلق عليها لاحقًا لقب الأم البيضاء الكبرى. حصلت الملكة إليزابيث الثانية على لقب «أم جميع الناس» من قبل أمة ساليش في عام 1959، وحصل ابنها الأمير تشارلز في عام 1976 على لقب الإنويت من أتانيوت إيكينيغو، وهو ما يعني «ابن الزعيم الكبير». كُرم تشارلز في عام 1986، عندما قام طلاب كري وأجيبوي في وينيبيغ بتسمية نجمة تشارلز الرائدة، ومرة أخرى في عام 2001، خلال أول زيارة قام بها الأمير إلى ساسكاتشوان، عندما قيل عنه أن «الشمس تنظر إليه بطريقة جيدة» من قبل أحد كبار السن في حفل أقيم في متنزه وانوسكوين للتراث.
منذ عام 1710 اجتمع قادة السكان الأصليين لمناقشة أعمال المعاهدات مع أعضاء العائلة المالكة أو نواب الملك في جمهور خاص، وواصل الكثير منهم استخدام صلاتهم بالتاج لتعزيز أهدافهم السياسية. على سبيل المثال: استخدِمت المسابقات والاحتفالات المذكورة أعلاه كمنصة عامة لتقديم الشكاوى إلى الملك أو الأفراد الآخرين من الأسرة المالكة. قيل إن السكان الأصليين في كندا يقدرون قدرتهم على القيام بذلك والذي تشهده الكاميرات الوطنية والدولية على السواء.

## نبذة تاريخية

### التاجان الفرنسي والبريطاني
أجرى المستكشفون بتكليف من الملكين الفرنسي والإنجليزي اتصالات مع السكان الأصليين في أمريكا الشمالية في أواخر القرن الخامس عشر وأوائل القرن السادس عشر. كانت هذه التفاعلات سلمية عمومًا -نائب كل ملك يسعى إلى تحالف مع الهنود لانتزاع الأقاليم بعيدًا عن الملك الآخر- وضُمنت الشراكات عادةً من خلال المعاهدات، وقِعت المعاهدة الأولى في عام 1676. ومع ذلك استخدم الإنجليز أيضًا المبادرات الودية كوسيلة لإقامة تعاملات التاج مع السكان الأصليين، مع توسيع نطاقهم في وقت واحد: كما أن تجار الفراء ونقاط الاستيطان التابعة لشركة خليج هدسون، وهي شركة ممولة من قبل التاج تأسست في عام 1670، انتشرت غربًا عبر القارة، وقدموا مفهوم الملك الأبوي العادل لـ «توجيه وتحريك إقدامهم»، ولإلهام الولاء، ولتعزيز العلاقات السلمية. من خلال تجارة الفراء، وقبل أن ينظر التاج البريطاني في الاستيطان الدائم، كانت التحالفات الزوجية بين التجار والنساء من السكان الأصليين شكلًا من أشكال التحالف بين قبائل السكان الأصليين والتاج. وعندما خطط التاج للتسوية، أصبحت المعاهدات الشكل الرسمي والدائم للعلاقات. أحضروا معهم أيضًا صورًا للملك الإنجليزي، مثل الميدالية التي حملت صورة الملك تشارلز الثاني (مؤسس شركة خليج هدسون) والتي قًدِمت إلى رؤساء القبائل الأصلية كعلامة تمييز، مُررت هذه الميداليات عبر أجيال من أحفاد رؤساء القبائل وأولئك الذين ارتدوها حصلوا على شرف وتقدير خاصين في مراكز الشركة.
وقِع على اتفاقية مونتريال الكبرى للسلام في عام 1701 من قبل حاكم فرنسا الجديدة، ممثلًا للملك لويس الرابع عشر، و39 رئيسًا من الأمم الأولى. ثم في عام 1710 زار قادة السكان الأصليين شخصيًا الملك البريطاني، في تلك السنة تواجد جمهور الملكة آن في قصر سانت جيمس مع ثلاثة من الموهوك -سا غا ييث كوا بيث تو نت قبيلة الدب (المعروف باسم بيتر برانت، ملك ماغواس)، هو ني ييث تاو نو رو من قبيلة الذئب (يطلق عليه جون، ملك كاناجوهاري)، وتي يي هو غا رو، أو «الحياة المزدوجة»، من قبيلة الذئب (سُمي الملك هندريك بيترز) -ورئيس ماهيكان- إيتو أوه كوم من قبيلة السلاحف (أطلق عليه إمبراطور الأمم الست). استقبِل الأربعة، الذين أطلق عليهم اسم «ملوك الموهوك الأربعة»، في لندن كدبلوماسيين، ونقِلوا في الشوارع بالعربات الملكية وزاروا برج لندن وكاتدرائية القديس بولس. ولكن عملهم كان طلب المساعدة العسكرية للدفاع ضد الفرنسيين، إضافة إلى المبشرين للتوجيه الروحي. مُرِر الطلب الأخير من قبل آن إلى رئيس أساقفة كانتربري، توماس تينيسون، وبنيت الكنيسة في نهاية المطاف في 1711 في فورت هانتر، بالقرب من جونستاون في الوقت الحاضر، في نيويورك، إلى جانب هبة من الأرغن المزماري ومجموعة من الكؤوس الفضية في 1712.
نظر الملوك البريطانيون والفرنسيون إلى أراضيهم في أميركا الشمالية باعتبارها ملكًا لهم في مجملها، بما في ذلك تلك التي احتلتها الأمم الأولى. عادةً ما تحدد المعاهدات الخطوط الفاصلة بين الأراضي المخصصة للمستوطنات الاستعمارية وتلك التي تستخدمها الشعوب الأصلية بوضوح. على الرغم من أن الملوك الفرنسيين لم يعترفوا بمطالبات السكان الأصليين بأرض في فرنسا الجديدة، فقد منحوا السكان الأصليين احتياطيات لاستخدامهم الحصري، على سبيل المثال: اعتبارًا من عام 1716 فصاعدًا، حُددت الأراضي الشمالية والغربية المانورالية على نهر سانت لورانس لتدفع لـ «الدولة العليا»، أو «الدولة الهندية»، وحُظر استيطانها وإخلاؤها دون الحصول على إذن صريح من الملك. ونفس الشيء فعله ملوك بريطانيا العظمى، فعلى سبيل المثال: أقامت معاهدة الصداقة لعام 1725، التي أنهت حرب دامر، علاقة بين الملك جورج الثالث و «قبائل مايغانومبي ... التي سكنت في أقاليم جلالته» مقابل ضمان عدم تحرش السكان الأصليين بأفرادهم... من جانب رعايا جلالته. زعم البريطانيون أن المعاهدة منحتهم حق ملكية لنوفا سكوتيا وأكاديا، بينما عارض الأكاديون والمكاكم مواصلة الاستيطان البريطاني في الإقليم.